# Maslivka, Mîronivka
Maslivka (în ucraineană Маслівка) este o comună în raionul Mîronivka, regiunea Kiev, Ucraina, formată numai din satul de reședință.

## Demografie
Componența lingvistică a comunei Maslivka
     Ucraineană (97,85%)
     Rusă (1,88%)
     Alte limbi (0,1%)
Conform recensământului din 2001, majoritatea populației comunei Maslivka era vorbitoare de ucraineană (97,85%), existând în minoritate și vorbitori de rusă (1,88%).